# Newcastle City Hall

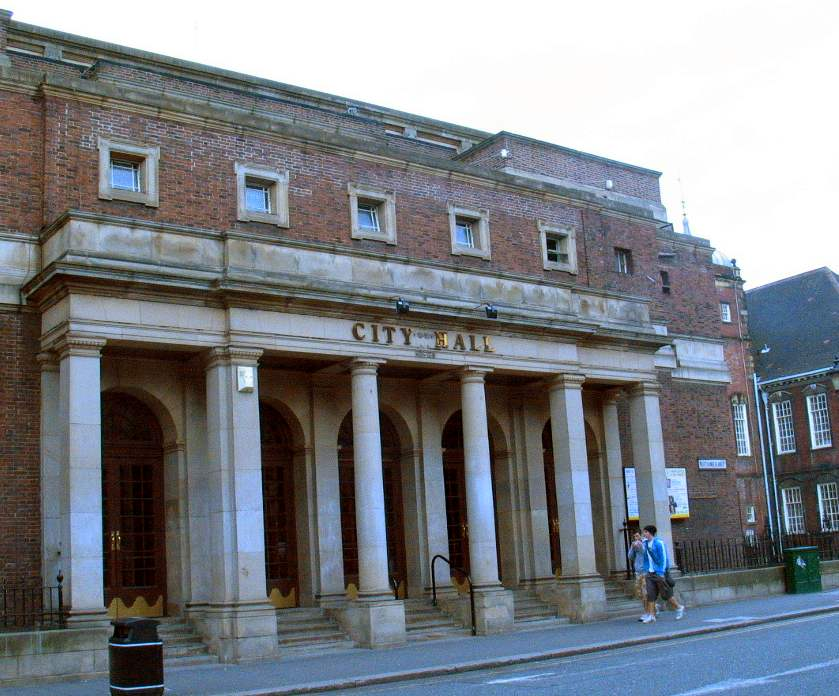
Eingang der Newcastle City Hall

Die Newcastle City Hall ist eine Konzerthalle mit 2135 Plätzen in der nordenglischen Stadt Newcastle upon Tyne. Sie ist als
Grade-II-Bauwerk gelistet.

## Geschichte
Die Newcastle City Hall wurde zusammen mit dem angrenzenden städtischen Bad, dem City Pool, im Rahmen eines städtischen Entwicklungsplans gebaut und 1927 eröffnet. Die von Harrison & Harrison gebaute Orgel kam ein Jahr später hinzu. Für die nächsten 40 Jahre gastierten hier vor allem die größeren britischen Orchester und international bekannte Solisten wie Yehudi Menuhin und Kathleen Ferrier.
Ab den 1960er Jahren hielt die Pop- und Rockmusik Einzug in die City Hall: The Beatles, The Rolling Stones, Little Richard, Jerry Lee Lewis sowie die aus Newcastle stammenden Animals gaben hier Konzerte.
Am 26. März 1971 nahmen Emerson, Lake and Palmer ihr Album Pictures at an Exhibition in der City Hall auf, wobei Keith Emerson die einleitende Promenade auf der Orgel der Halle spielte. Ein Großteil des Albums No Sleep ’til Hammersmith von Motörhead wurde ebenfalls hier aufgenommen.
Neben den Musikern traten in neuerer Zeit auch Komiker wie Billy Connolly, Jimmy Carr und Frankie Boyle auf.
Im November 2012 verkündete Nick Forbes vom Newcastle City Council, er sehe wegen der Haushaltskürzung von 100 Millionen £ für die City Hall keine langfristige Zukunft. Eine Unterschriftenaktion zur Rettung der City Hall mit 11.000 Unterzeichnern und ein Umdenken im Stadtrat bezüglich der Kürzungen im Haushalt rettete die City Hall im Februar 2013 vor der Schließung. Das angrenzende Bad wurde im Rahmen der Haushaltskürzung im August 2013 geschlossen.

## Orgel
Die Orgel der Newcastle City Hall wurde 1928/29 von der Werkstatt Harrison & Harrison errichtet. Der Prospekt wurde in Zusammenarbeit mit dem Architekten der City Hall entworfen. Aufgrund mangelnder Wartung befindet sie sich heute in einem schlechten Zustand. Der aktuell amtierende Direktor der City Hall, Peter Brennan, hält sie für den „Rolls Royce unter den Orgeln“ und Vertreter der Initiative zur Restaurierung der Orgel meinen, nach der Restaurierung könnte sie eine der großartigsten Orgeln der Welt sein.
| I Choir C–c4         |     |
| Contra Dulciana      | 16′ |
| Open Diapason        | 8′  |
| Claribel Flute       | 8′  |
| Echo Salicional      | 8′  |
| Vox Angelica         | 8′  |
| Suabe Flute          | 4′  |
| Salicet              | 4′  |
| Harmonic Piccolo     | 2′  |
| Dulciana Mixture III |     |
| Clarinet             | 8′  |
| Tremulant            |     |

| II Great C–c4           |      |
| Double Geigen           | 16′  |
| Double Stopped Diapason | 16′  |
| Open Diapason I         | 8′   |
| Open Diapason II        | 8′   |
| Open Diapason III       | 8′   |
| Stopped Diapason        | 8′   |
| Hohl Flute              | 8′   |
| Octave                  | 4′   |
| Wald Flute              | 4′   |
| Octave Quint            | 2/3′ |
| Super Octave            | 2′   |
| Mixture V               |      |
| Harmonics IV            | 2/3′ |
| Contra Tromba           | 16′  |
| Tromba                  | 8′   |
| Octave Tromba           | 4′   |

| III Swell C–c4   |     |
| Quintaton        | 16′ |
| Open Diapason    | 8′  |
| Rohr Gedeckt     | 8′  |
| Echo Gamba       | 8′  |
| Voix Celestes    | 8′  |
| Geigen Principal | 4′  |
| Rohr Flute       | 4′  |
| Fifteenth        | 2′  |
| Mixture V        | 4′  |
| Double Trumpet   | 16′ |
| Trumpet          | 8′  |
| Oboe             | 8′  |
| Vox Humana       | 8′  |
| Clarion          | 4′  |
| Tremulant        |     |

| IV Solo/Orch. C–c4        |     |
| Contra Viola              | 16′ |
| Harmonic Flute            | 8′  |
| Viole d’Orchestre         | 8′  |
| Violes Celestes II        | 8′  |
| Concert Flute             | 4′  |
| Cor Anglais               | 16′ |
| Orchestral Oboe           | 8′  |
| Tremulant                 |     |
| Double Orchestral Trumpet | 16′ |
| French Horn               | 8′  |
| Orchestral Trumpet        | 8′  |
| Orchestral Clarion        | 4′  |
| Tuba                      |     |

| Pedal C–g1                    |     |
| Double Open Wood              | 32′ |
| Open Wood I                   | 16′ |
| Open Wood II (aus Great)      | 16′ |
| Open Diapason (aus Great)     | 16′ |
| Sub Bass (aus Great)          | 16′ |
| Geigen (aus Great)            | 16′ |
| Violone (aus Solo)            | 16′ |
| Octave Wood                   | 8′  |
| Flute                         | 8′  |
| Mixture V                     | 4′  |
| Double Ophicleide             | 32′ |
| Ophicleide                    | 16′ |
| Orchestral Trumpet (aus Solo) | 16′ |
| Posaune                       | 8′  |

- Koppeln:
  - Normalkoppeln: I/II, III/I, III/II, IV/I, IV/II, IV/III, I/P, II/P, III/P, IV/P
  - Superoktavkoppeln: I/I, III/III, IV/IV
  - Suboktavkoppeln: III/III, IV/IV

Anmerkungen
1. 1 2 3 4  Holz/Metall
2. 1 2 3 4  Holz